# Coupe de Luxembourg 1962-1963
La Coppa di Lussemburgo 1962-1963 è stata la 38ª edizione della coppa nazionale lussemburghese disputata tra il 19 agosto 1962 e il 15 giugno 1963 e conclusa con la vittoria dell'Union Luxembourg, al suo terzo titolo.

## Formula
Eliminazione diretta in gara unica.

### 1º Turno preliminare
| Squadra 1                | Risultato   | Squadra 2                     |
| ------------------------ | ----------- | ----------------------------- |
| 19 agosto 1962           |             |                               |
| Arantia Berdorf          | 10 − 0      | Claravallis Clervaux          |
| Blo-Weiss Madernach      | 5 − 4 (dts) | Jeunesse Useldange            |
| Blue Boys Muhlenbach     | 2 − 3       | Swift Hesperange              |
| Differdange              | 5 − 1       | Tricolore Gasperich           |
| Etoile Sportive Clemency | 0 − 0 (dts) | Ehlerange                     |
| Folschette               | 0 − 3       | Racing Troisvierges           |
| Hamm 37                  | 2 − 4 (dts) | Mamer 32                      |
| Hobscheid                | 9 − 1       | Arminia Weidingen             |
| Iska Boys Simmern        | 2 − 5       | Jeunesse Biwer                |
| Jeunesse Koerich         | 3 − 6       | Orania Vianden                |
| Kehlen                   | 3 − 4       | SC Rodange                    |
| Kopstal 33               | 4 − 2       | Les Ardoisiers Perlé          |
| Mansfeldia Clausen       | 3 − 5       | Sporting Bettembourg          |
| Mondercange              | 0 − 3       | Sandweiler                    |
| Pratzerthal              | 0 − 0 (dts) | Atert Bissen                  |
| Racing Heiderscheid      | 2 − 4       | Olympia Christnach/Waldbillig |
| Red Boys Aspelt          | 11 − 1      | AS Luxembourg                 |
| Remich                   | 10 − 1      | CS Hollerich                  |
| Sporting Mertzig         | 5 − 1       | Tarwat Tarchamps              |
| US Esch                  | 5 − 0       | Jeunesse Sportive Hagen       |

### 2º Turno preliminare
| Squadra 1                | Risultato   | Squadra 2                     |
| ------------------------ | ----------- | ----------------------------- |
| 26 agosto 1962           |             |                               |
| Blo-Weiss Madernach      | 4 − 2       | Rupensia Larochette           |
| Differdange              | 2 − 3       | Swift Hesperange              |
| Etoile Sportive Clemency | 1 − 1 (dts) | US Bascharage                 |
| Hobscheid                | 7 − 1       | Gold a Ro't Wiltz             |
| Jeunesse Gilsdorf        | 2 − 4       | Old Boys Consdorf             |
| Jeunesse Schieren        | 2 − 1       | Olympique Eischen             |
| Mamer 32                 | 3 − 0       | Jeunesse Biwer                |
| Pratzerthal              | 0 − 2       | Kopstal 33                    |
| Progrès Grund            | 3 − 1       | Noertzange                    |
| Racing Troisvierges      | 2 − 2 (dts) | Orania Vianden                |
| Remich                   | 3 − 1       | US Esch                       |
| Rodange                  | 2 − 2 (dts) | Arantia Berdorf               |
| Sandweiler               | 2 − 3       | Sporting Bettembourg          |
| Sanem                    | 5 − 3       | Red Boys Aspelt               |
| Sporting Mertzig         | 2 − 8       | Olympia Christnach/Waldbillig |
| Titus Lamadelaine        | 5 − 0       | Sporting Bertrange            |

### 3º Turno preliminare
| Squadra 1                     | Risultato   | Squadra 2                |
| ----------------------------- | ----------- | ------------------------ |
| 4 novembre 1962               |             |                          |
| Amis des Sports Schifflange   | 1 − 0       | Tetange                  |
| Blo-Weiss Madernach           | 0 − 3       | Chiers Rodange           |
| Daring Echternach             | 2 − 0       | Rapid Neudorf            |
| Etzella Ettelbruck            | 2 − 3 (dts) | Grevenmacher             |
| Hobscheid                     | 3 − 2       | Steinfort                |
| Jeunesse 07 Kayl              | 3 − 2       | Red Black Pfaffenthal    |
| Jeunesse Schieren             | 2 − 1       | Sanem                    |
| Koeppchen Wormeldange         | 1 − 2       | Swift Hesperange         |
| Kopstal 33                    | 3 − 5       | Arantia Berdorf          |
| Mamer 32                      | 2 − 3       | Orania Vianden           |
| Marisca Miersch               | 0 − 8       | Rumelange                |
| Oberkorn                      | 1 − 0       | Jeunesse Wasserbillig    |
| Old Boys Consdorf             | 3 − 2       | Etoile Sportive Clemency |
| Olympia Christnach/Waldbillig | 2 − 4       | US Niederwiltz           |
| Pétange                       | 1 − 3 (dts) | Remich                   |
| Progrès Grund                 | 1 − 3       | Titus Lamadelaine        |
| Progrès Niedercorn            | 8 − 1       | Mondorf                  |
| Red Star Merl                 | 2 − 1       | Jeunesse Hautcharage     |
| Résidence Walferdange         | 2 − 0       | Racing Rodange           |
| Young Boys Diekirch           | 6 − 3       | Sporting Bettembourg     |

### Sedicesimi di finale
| Squadra 1                   | Risultato   | Squadra 2                |
| --------------------------- | ----------- | ------------------------ |
| 2 dicembre 1962             |             |                          |
| Amis des Sports Schifflange | 0 − 2       | Aris Bonnevoie           |
| Arantia Berdorf             | 0 − 5       | Oberkorn                 |
| Daring Echternach           | 4 − 2       | The Belval Belvaux       |
| Hobscheid                   | 1 − 5       | Alliance Dudelange       |
| Jeunesse 07 Kayl            | 3 − 6       | Union Luxembourg         |
| Jeunesse Schieren           | 0 − 8       | Chiers Rodange           |
| Old Boys Consdorf           | 2 − 3       | Avenir Beggen            |
| Orania Vianden              | 1 − 2 (dts) | Stade Dudelange          |
| Progrès Niedercorn          | 2 − 1       | Red Boys Differdange     |
| Red Star Merl               | 1 − 4       | Fola Esch                |
| Remich                      | 1 − 4       | The National Schifflange |
| Résidence Walferdange       | 3 − 5       | Rumelange                |
| Swift Hesperange            | 0 − 3       | Spora Luxembourg         |
| Titus Lamadelaine           | 3 − 2       | US Dudelange             |
| Grevenmacher                | 0 − 0 (dts) | Jeunesse Esch            |
| US Niederwiltz              | 4 − 4 (dts) | Young Boys Diekirch      |

| Squadra 1                   | Risultato   | Squadra 2      |
| --------------------------- | ----------- | -------------- |
| 5 dicembre 1962 (Spareggio) |             |                |
| Young Boys Diekirch         | 3 − 2 (dts) | US Niederwiltz |

| Squadra 1                   | Risultato | Squadra 2    |
| --------------------------- | --------- | ------------ |
| 6 dicembre 1962 (Spareggio) |           |              |
| Jeunesse Esch               | 3 − 0     | Grevenmacher |

### Ottavi di finale
| Squadra 1          | Risultato | Squadra 2                |
| ------------------ | --------- | ------------------------ |
| 3 febbraio 1963    |           |                          |
| Aris Bonnevoie     | 2 − 1     | Alliance Dudelange       |
| Fola Esch          | 2 − 1     | Titus Lamadelaine        |
| Oberkorn           | 1 − 2     | Jeunesse Esch            |
| Progrès Niedercorn | 0 − 1     | The National Schifflange |
| Rumelange          | 1 − 2     | Union Luxembourg         |
| Stade Dudelange    | 3 − 0     | Chiers Rodange           |

| Squadra 1           | Risultato   | Squadra 2     |
| ------------------- | ----------- | ------------- |
| 10 febbraio 1963    |             |               |
| Young Boys Diekirch | 2 − 3 (dts) | Avenir Beggen |

| Squadra 1         | Risultato | Squadra 2        |
| ----------------- | --------- | ---------------- |
| 15 febbraio 1963  |           |                  |
| Daring Echternach | 0 − 5     | Spora Luxembourg |

### Quarti di finale
| Squadra 1        | Risultato | Squadra 2 |
| ---------------- | --------- | --------- |
| 15 maggio 1963   |           |           |
| Spora Luxembourg | 3 − 2     | Fola Esch |

| Squadra 1        | Risultato   | Squadra 2                |
| ---------------- | ----------- | ------------------------ |
| 16 maggio 1963   |             |                          |
| Jeunesse Esch    | 0 − 1       | The National Schifflange |
| Union Luxembourg | 3 − 0 (dts) | Avenir Beggen            |
| Stade Dudelange  | 1 − 1 (dts) | Aris Bonnevoie           |

| Squadra 1                          | Risultato | Squadra 2      |
| ---------------------------------- | --------- | -------------- |
| 26 maggio 1963 (Partita rigiocata) |           |                |
| Stade Dudelange                    | 0 − 3     | Aris Bonnevoie |

### Semifinali
| Squadra 1        | Risultato | Squadra 2      |
| ---------------- | --------- | -------------- |
| 1° giugno 1963   |           |                |
| Spora Luxembourg | 2 − 1     | Aris Bonnevoie |

| Squadra 1                | Risultato | Squadra 2        |
| ------------------------ | --------- | ---------------- |
| 2 giugno 1963            |           |                  |
| The National Schifflange | 1 − 2     | Union Luxembourg |

### Finale
| Arbitro: | Mathias Frisch |

|                         |           |                |
| Winandy 29’ Leonard 47’ | Marcatori | 74’ Bofferding |

| Union Luxembourg | Spora Luxembourg |

### Formazioni
| Union Luxembourg |    |                   |  |     |  |
|                  |    |                   |  |     |  |
| POR              | 1  | Nico Schmitt      |  |     |  |
| DIF              | 2  | Ady Colas         |  |     |  |
| DIF              | 3  | Roland Christen   |  |     |  |
| DIF              | 4  | Jean-Pierre Mertl |  |     |  |
| DIF              | 5  | Romain Kies       |  |     |  |
| DIF              | 6  | Mathias Ewen      |  |     |  |
| CEN              | 7  | Gastón Bauer      |  |     |  |
| CEN              | 8  | Constant Winandy  |  | 29’ |  |
| ATT              | 9  | Johny Leonard     |  | 47’ |  |
| ATT              | 10 | Guy Bernardin     |  |     |  |
| ATT              | 11 | Jean Hemmerling   |  |     |  |
| A disposizione:  |    |                   |  |     |  |
| Allenatore:      |    |                   |  |     |  |
| ?                |    |                   |  |     |  |

| Spora Luxembourg |    |                     |  |     |  |
|                  |    |                     |  |     |  |
| POR              | 1  | Romain Schoder      |  |     |  |
| DIF              | 2  | Norbert Neumann     |  |     |  |
| DIF              | 3  | Jean Kremer         |  |     |  |
| DIF              | 4  | Fernand Brosius     |  |     |  |
| DIF              | 5  | Marc Hansen         |  |     |  |
| DIF              | 6  | Carlo Bofferding    |  | 74’ |  |
| CEN              | 7  | Jean-Pierre Fiedler |  |     |  |
| CEN              | 8  | Fernand Wambach     |  |     |  |
| ATT              | 9  | Jean Leer           |  |     |  |
| ATT              | 10 | Lajos Mokosenyi     |  |     |  |
| ATT              | 11 | Norry Wampach       |  |     |  |
| A disposizione:  |    |                     |  |     |  |
| Allenatore:      |    |                     |  |     |  |
| ?                |    |                     |  |     |  |